# Ahl Sidi Lahcen
Ahl Sidi Lahcen (en àrab أهل سيدي لحسن, Ahl Sīdī Laḥsan; en amazic ⴰⵀⵍ ⵙⵉⴷⵉ ⵍⵃⵙⵏ) és una comuna rural de la província de Sufruy, a la regió de Fes-Meknès, al Marroc. Segons el cens de 2014 tenia una població total de 4.287 persones.